# محمد نبوس
محمد نبوس ([محمد نبوس] Error: {{Lang-xx}}: متن دارای نشانه‌گذاری ایتالیک است (راهنما)); (زاده: ۲۷ فوریه ۱۹۸۳ – درگذشته: ۱۹ مارس ۲۰۱۱) یک شهروند بازرگان و یک روزنامه‌نگار بود که کانال تلویزیونی لیبی آزاد را تأسیس کرد.
در ۱۹ مارس سال ۲۰۱۱، نبوس زمانی که سعی کرد از تخریب شهر بنغازی به وسیلهٔ بمباران گردان‌های قذافی در جنگ دوم بنغازی فیلمبرداری کند، توسط یک تک تیرانداز به ضرب گلوله کشته شد. در ساعت‌های پس از مرگ نبوس، هواپیمای بین‌المللی به داخل فضای هوایی لیبی وارد شدند تا منطقه پرواز ممنوع را که توسط شورای امنیت سازمان ملل متحد تصویب شده بود، ایجاد کنند. نبوس در هفته‌های آخر زندگی خود بر روی جلب توجه جهانیان به بحران انسانی در لیبی متمرکز بود. خبر مرگ او به‌طور گسترده توسط CNN و رسانه‌های مختلف بین‌المللی منتشر شد. نبوس قبل از ایجاد کانال تلویزیونی لیبی آزاد، در بسیاری از بنگاه‌های تجاری در بنغازی کار کرد.

## سیر زندگی
نبوس در سال ۱۹۸۳ در بنغازی متولد شد و از دانشگاه قاریونس با مدرک ریاضی و تخصص کامپیوتر فارغ‌التحصیل شد. یکی از خویشاوندان نبوس که ۱۷ ساله بود در مراحل اولیه انقلاب ۱۷ فوریه به قتل رسید. همسر نبوس در زمان کشته شدن هنوز اولین فرزندشان را به دنیا نیاورده بود.
در ۲ ژوئن ۲۰۱۱، همسرش سمرا النعاش اولین فرزند خود را، که دختربود، به نام مایار «مایا» نبوس، به دنیا آورد.

## فعالیت‌های رسانه‌ای
پس از آغاز انقلاب ۱۷ فوریه در لیبی، نبوس کانال تلویزیونی لیبی آزاد را تأسیس کرد، این کانال تلویزیونی نخستین ایستگاه تلویزیونی خصوصی و مستقل بود که در مدت کوتاهی پس از انقلاب ۱۷ فوریه در قلمرو کنترل شده توسط شورای ملی انتقالی (NTC) در تاریخ ۱۹ فوریه ۲۰۱۱ تأسیس شد و از طریق وب سایت لایو استریم پخش می‌شد. در ۱۹ فوریه ۲۰۱۱، در نخستین باری که گزارشی از بنغازی ارسال می‌کرد و بعد از اینکه انقلاب لیبی آغاز شده بود نبوس گفت: «من از مرگ نمی‌ترسم، اما می‌ترسم که نبرد به شکست انجامد .» کلمات نبوس بر روی اینترنت پخش شده و در ویدیوهایی که اخبار لیبی را منتشر می‌کردند استفاده می‌شد.
کانال لیبی آزاد از ۹ دوربین تشکیل می‌شد که در ۲۴ ساعت شبانه روز از زمان ایجاد کانال در تاریخ ۱۷ فوریه ۲۰۱۱ به‌طور مستمر پخش می‌شد. پس از اینکه امکانات و ارتباطات کانال لیبی آزاد پیشرفته‌تر شد، نبوس توانست دوربین‌هایش را با خودش به بخش‌های مختلف بنغازی ببرد تا بتواند فیلم خرابی‌هایی که به وجود آمده‌است را تهیه کند. در روزهای آخر، کانال لیبی آزاد، اخباری را که توسط نبوس در مورد شلیک گلوله در بنغازی در روز ۱۸ مارس تهیه شده بود، پخش کرد که در جریان آن دو کودک جوان به سن ۴ ماه و ۵ سال با یک موشک انداز در اتاق خواب خود در روز ۱۹ مارس کشته شدند. اینگونه خبرها بعداً توسط کانال‌های خبری بین‌المللی مانند الجزیره انگلیسی نیز پخش شد.

## درگذشت
اعتقاد بر این است که نبوس در اثر حمله شلیک گلوله به سر توسط تک تیراندازان گردان‌های قذافی در زمانی که قصد داشت از ویرانی‌های ایجاد شده در شهر بنغازی به دلیل بمباران گردان‌های قذافی در نبرد دوم بنغازی عکس بگیرد، کشته شد. همسرش، خبر مرگ او را در کانال لیبی آزاد اعلام کرد.

## واکنش‌ها
مرگ نبوس به واکنش‌های شدید اعضای سازمان‌ها و شخصیت‌های مطبوعاتی منجر شد:
- ارینا بوکووا مدیر کل سازمان ملل متحد برای آموزش، علوم و فرهنگ (سازمان یونسکو) قتل محمد نبوس را محکوم می‌کنم.
- بن ویدمن خبرنگار سی ان ان یک پیام در ۱۹ مارس در توئیتر ارسال کرده و می‌گوید: «محمد نبوس یکی از شجاعانه‌ترین صداها از بنغازی بود که از آغاز به ما اخبار را می‌رساند و بسیار هوشمند و شجاع بود».
- برخی از وبلاگ نویسان عرب و حامیان داستان محمد نبوس تلاش کردند که به دلیل نقش وی در انقلاب ۱۷ فوریه لیبی او را برای دریافت جایزه قهرمان سی ان ان نامزد کنند.[۵]

## جوایز
- جایزه سالانه لوئیس م. لئون، مؤسس بنیاد نیومن فلوشیپ در سال ۲۰۱۲ دانشگاه هاروارد تحت عنوان «در وجدان و صداقت»، مطبوعات[۶]

## میراث
نبوس به چهره و تصویر انقلاب ۱۷ فوریه لیبی تبدیل شد و اولین کسی بود که پس از آزادی بنغازی توسط شورشیان لیبی با خبرنگاران غربی مصاحبه کرد. به گفته روزنامه بریتانیایی گاردین، نبوس در لیبی «چهره روزنامه نگاران غیرنظامی» است.